# Сайлас (Алабама)
Сайлас (англ. Silas) — місто (англ. town) в США, в окрузі Чокто штату Алабама. Населення — 377 осіб (2020).

## Географія
Сайлас розташований за координатами 31°46′4″ пн. ш. 88°19′33″ зх. д. / 31.76778° пн. ш. 88.32583° зх. д. (31.767802, -88.325923). За даними Бюро перепису населення США в 2010 році місто мало площу 13,49 км², уся площа — суходіл.

## Демографія
Згідно з переписом 2010 року, у місті мешкали 452 особи в 193 домогосподарствах у складі 134 родин. Густота населення становила 34 особи/км². Було 237 помешкань (18/км²).
Расовий склад населення:
| - 71,0 % — білих - 29,0 % — чорних або афроамериканців |

До двох чи більше рас належало 0,0 %. Частка іспаномовних становила 0,0 % від усіх жителів.
За віковим діапазоном населення розподілялося таким чином: 21,5 % — особи молодші 18 років, 58,1 % — особи у віці 18—64 років, 20,4 % — особи у віці 65 років та старші. Медіана віку мешканця становила 43,7 року. На 100 осіб жіночої статі у місті припадало 92,3 чоловіків; на 100 жінок у віці від 18 років та старших — 87,8 чоловіків також старших 18 років.
Середній дохід на одне домашнє господарство становив 41 177 доларів США (медіана — 27 875), а середній дохід на одну сім'ю — 47 143 долари (медіана — 27 321). За межею бідності перебувало 49,0 % осіб, у тому числі 66,1 % дітей у віці до 18 років та 29,1 % осіб у віці 65 років та старших.
Цивільне працевлаштоване населення становило 206 осіб. Основні галузі зайнятості: виробництво — 18,9 %, роздрібна торгівля — 17,5 %, сільське господарство, лісництво, риболовля — 17,5 %.